# Cephalanthus glabratus
Cephalanthus glabratus är en måreväxtart som först beskrevs av Spreng., och fick sitt nu gällande namn av Karl Moritz Schumann. Cephalanthus glabratus ingår i släktet Cephalanthus och familjen måreväxter. Inga underarter finns listade i Catalogue of Life.